# Војо Ковачевић (професор)
Војо Ковачевић (Сарајево, 1962) српски је филолог и редовни професор на Филозофском факултету Универзитета у Источном Сарајеву.

## Биографија
Рођен је 1. маја 1962. године у Сарајеву. Основне студије завршио је на Филозофском факултету Универзитета у Сарајеву, 1987. године, Одсјек српскохрватски језик и јужнословенске књижевности. Магистрирао је на Филолошком факултету Универзитета у Београду, 1999. год., с темом Књижевни рад Јоаникија Памучине и културне прилике код Срба у Херцеговини (40-их - 70-их год. 19. вијека). Ужа научна област Српска књижевност 18. и 19. вијека.
Докторирао је на Филолошком факултету Универзитета у Београду, 2004. године, одбранивши дисертацију под називом Политичка поезија Јована Јовановића Змаја. Ужа научна област - Српска књижевност 18. и 19. вијека. На Филозофском факултету Универзитета у Источном Сарајеву изабран у звање вишег асистента (2000—2005), у звање доцента (2005—2009), у звање ванредног професора 2009, а у звање редовног професора изабран је 2016 године.